# Rubis (1931)
Rubis (Q158) – francuski podwodny stawiacz min z okresu międzywojennego i II wojny światowej, jedna z sześciu jednostek typu Saphir. Okręt został zwodowany 30 września 1931 roku w stoczni Arsenal de Toulon w Tulonie, a w skład Marine nationale wszedł 4 kwietnia 1933 roku. Podczas wojny jednostka pełniła służbę na Morzu Śródziemnym, Północnym i Atlantyku, po zawarciu zawieszenia broni między Francją a Niemcami pływając w składzie marynarki Wolnych Francuzów. Okręt odbył 28 misji bojowych, w wyniku których za pomocą min i torped zatopił 12 statków i 12 okrętów, a dwa statki i dwa okręty zostały uszkodzone. W październiku 1949 roku „Rubis” zakończył służbę, a 31 stycznia 1958 roku został zatopiony nieopodal Tulonu jako okręt-cel. Za wojenne dokonania okręt został odznaczony Orderem Wyzwolenia oraz Krzyżem Wojennym.

## Projekt i budowa
„Rubis” zamówiony został w ramach programu rozbudowy floty francuskiej z 1927 roku. Projekt otrzymał sygnaturę Q6 . Okręty otrzymały prosty i bezpieczny system przechowywania min, zwany Normand-Fenaux, w którym miny były przechowywane w szybach umieszczonych w zewnętrznych zbiornikach balastowych, z bezpośrednim mechanizmem zwalniającym. System ten został przetestowany podczas przebudowy pierwszego francuskiego podwodnego stawiacza min, którym był „Maurice Callot”. Powiększoną wersją okrętów typu Saphir były zbudowane na zamówienie Polski stawiacze min typu Wilk.
„Rubis” zbudowany został w Arsenale w Tulonie . Stępkę okrętu położono 3 kwietnia 1929 roku , a zwodowany został 30 września 1931 roku. Nazwa okrętu pochodziła od jednego z kamieni szlachetnych – rubinu.

## Dane taktyczno–techniczne

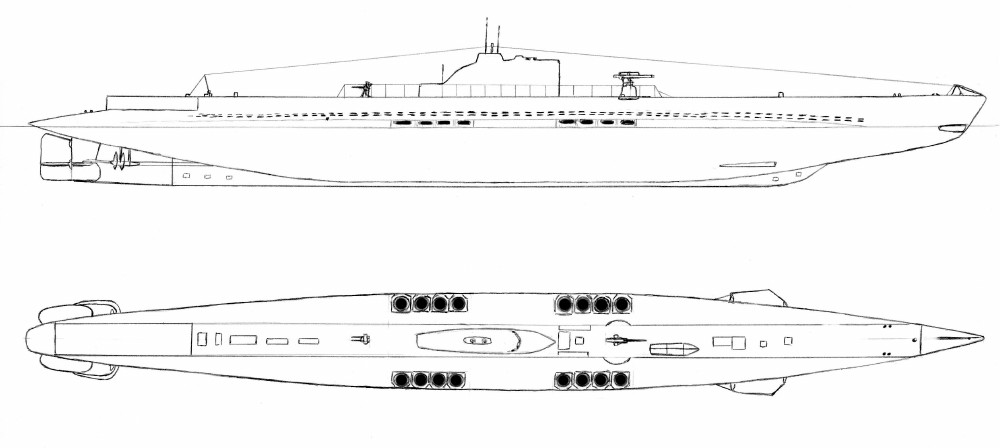
Rzuty „Rubisa”

„Rubis” był średniej wielkości podwodnym stawiaczem min o konstrukcji dwukadłubowej. Długość całkowita wynosiła 65,9 metra (64,9 metra między pionami), szerokość 7,2 metra i zanurzenie 4,3 metra. Wyporność normalna w położeniu nawodnym wynosiła 761 ton, a w zanurzeniu 925 ton. Okręt napędzany był na powierzchni przez dwa czterosuwowe silniki wysokoprężne Normand-Vickers o łącznej mocy 1300 KM. Napęd podwodny zapewniały dwa silniki elektryczne o łącznej mocy 1000 KM. Dwuśrubowy układ napędowy pozwalał osiągnąć prędkość 12 węzłów na powierzchni i 9 węzłów w zanurzeniu. Zasięg wynosił 7000 Mm przy prędkości 7,5 węzła w położeniu nawodnym (lub 4000 Mm przy prędkości 12 węzłów) oraz 80 Mm przy prędkości 4 węzłów w zanurzeniu. Zbiorniki paliwa mieściły 95 ton oleju napędowego. Dopuszczalna głębokość zanurzenia wynosiła 80 metrów .
Głównym uzbrojeniem okrętu były 32 miny kotwiczne Sautier-Harlé O-6 o masie 1090 kg każda (w tym 220 kg materiału wybuchowego), które były przechowywane w 16 pionowych szybach umieszczonych w zewnętrznych zbiornikach balastowych, po dwie w szybie (system Normand-Fenaux). Okręt wyposażony był też w pięć wyrzutni torped: dwie stałe kalibru 550 mm na dziobie i jeden potrójny zewnętrzny dwukalibrowy obracalny aparat torpedowy, mieszczący jedną torpedę kalibru 550 mm i dwie kalibru 400 mm, usytuowany na rufie . Łącznie okręt przenosił siedem torped, w tym pięć kalibru 550 mm i dwie kalibru 400 mm . Uzbrojenie artyleryjskie stanowiło umieszczone przed kioskiem działo pokładowe kalibru 75 mm M1928 L/35 oraz zdwojone stanowisko wielkokalibrowych karabinów maszynowych Hotchkiss kalibru 13,2 mm L/76 na pokładzie rufowym .
Załoga okrętu składała się z 3 oficerów oraz 39 podoficerów i marynarzy.

## Służba

### Lata 1933–1939
„Rubis” wszedł do służby w Marine nationale 4 kwietnia 1933 roku . Jednostka otrzymała numer burtowy Q158 . W momencie wybuchu II wojny światowej okręt pełnił służbę na Morzu Śródziemnym, wchodząc w skład 20. dywizjonu 6. eskadry 4. Flotylli okrętów podwodnych w Bizercie (wraz z siostrzanymi okrętami „Nautilus”, „Saphir” i „Turquoise”) . Dowódcą okrętu był w tym okresie kpt. mar. Georges Cabanier . Jednostka znajdowała się w remoncie, który zakończył się w styczniu 1940 roku.

### 1940 rok
7 lutego 1940 roku „Rubis”, „Nautilus” i „Saphir” w eskorcie awiza „Commandant Rivière” wyszły z Oranu i po przebyciu Cieśniny Gibraltarskiej dołączyły do konwojów 9-R i 63-KS, docierając następnie do Brestu . Tam załogi okrętów podwodnych rozpoczęły przygotowania do udziału w operacji wsparcia Finlandii, zaatakowanej przez ZSRR, jednak zostały one przerwane w marcu po zawarciu pokoju.
27 kwietnia, na prośbę brytyjskiej Admiralicji, „Rubis” wypłynął z Brestu i udał się do Harwich, by wziąć udział w kampanii norweskiej . Z powodu mgły okręt, eskortowany przez slup HMS „Rosemary” musiał zatrzymać się w pobliżu Dungeness i Downs, docierając do portu docelowego 1 maja  . Jednostka została podporządkowana bezpośrednio dowództwu brytyjskiemu, wchodząc w skład 9. Flotylli okrętów podwodnych. Zadaniem „Rubisa” miało być stawianie zagród minowych u wybrzeży norweskich, do czego z racji swej wielkości nie nadawały się brytyjskie podwodne stawiacze min typu Grampus. Aby zabezpieczyć logistycznie działalność operacyjną okrętu, w maju do Dundee przybył pomocniczy stawiacz min „Pollux”, przywożąc zapas min. Na pokładzie zaokrętowano też trzech brytyjskich marynarzy – oficera łącznikowego, radiooperatora i sygnalistę.
3 maja „Rubis” wyszedł z Harwich z zadaniem postawienia zagrody minowej nieopodal Kristiansandu, jednak w wyniku zmiany rozkazów okręt postawił 10 maja wszystkie miny na południe od Egersund, na pozycji 58°21′N 6°01′E/58,350000 6,016667 . Po wykonaniu zadania o kryptonimie FD14 okręt 14 maja zawinął do Dundee . 26 maja na jednej z postawionych przez okręt min zatonął norweski kuter „Vansø” (54 BRT) . Kolejnymi ofiarami postawionej pod Egersund zagrody były trzy norweskie statki: parowiec „Almora” o pojemności 2433 BRT, który doznał uszkodzeń 7 lipca; kabotażowiec „Kem” (1705 BRT), płynący z ładunkiem węgla z Gdańska do Haugesundu, który zatonął 24 lipca oraz „Argo” (413 BRT), transportujący śledzie z Hamburga, który ze stratą jednego członka załogi zatonął 28 lipca . 30 lipca pozostałe miny zostały wytrałowane przez okręty Kriegsmarine.
23 maja jednostka wyszła z portu na kolejną misję, stawiając cztery dni później o godzinie 4:35 na północny zachód od Haugesundu (na pozycji 59°28′N 5°12′E/59,466667 5,200000) zagrodę minową FD15; okręt powrócił bezpiecznie do Dundee 30 maja . 28 maja na postawionej przez „Rubis” minie zatonął płynący z Bergen do Oslo norweski parowiec „Blaamannen” (174 BRT), a na jego pokładzie zginęło sześciu marynarzy . Trzy dni później jego los podzielił norweski frachtowiec „Jadarland” o pojemności 938 BRT, który płynął na trasie ze Stavangeru do Bergen. W katastrofie zginęło siedmiu załogantów i 12 pasażerów . 2 czerwca niemieckie trałowce zlikwidowały pod Haugesund siedem min postawionych przez francuski okręt. Być może ofiarą pozostawionych lub zerwanych z kotwic padły w późniejszym okresie jeszcze dwie jednostki: pomocniczy niemiecki patrolowiec NB-15 (ex-norweski kuter „Øyulf” o pojemności 173 BRT), który zatonął 16 sierpnia  oraz niemiecki okręt zaopatrzeniowy „Uckermark” (7021 BRT), który doznał uszkodzeń 14 września.
5 czerwca 1940 roku „Rubis” wyszedł z Dundee z zadaniem o kryptonimie FD17 – postawienia min na północny zachód od Bergen, w Hjeltefjorden (na pozycji 60°36′N 4°55′E/60,600000 4,916667) . Zagroda została postawiona 9 czerwca o godzinie 22:10, w czym nie przeszkodził przepływający przez rejon działania okrętu podwodnego niemiecki niszczyciel Z6 „Theodor Riedel”; po pomyślnym wykonaniu zadania „Rubis” zawinął do portu 12 czerwca . Na postawionej przez jednostkę minie zatonął 10 czerwca norweski statek handlowy „Sverre Sigurdssøn” (1081 BRT), płynący z Trondheim do Oslo; 12 i 14 czerwca niemieckie trałowce usunęły 25 min postawionych przez francuski okręt .
22 czerwca stawiacz min wyruszył na czwartą misję bojową (FD20), 26 czerwca między 3:00 a 6:30 stawiając miny w Trondheimsfjorden na pozycji 62°28′N 5°20′E/62,466667 5,333333 . Okręt powrócił do bazy w nocy z 29 na 30 czerwca i wówczas załoga dowiedziała się o podpisaniu zawieszenia broni między Francją a Niemcami . 3 lipca Brytyjczycy przeprowadzili operację Catapult: w przypadku „Rubisa” obyło się bez rozlewu krwi, gdyż załoga wraz z dowódcą opuściła okręt po otrzymaniu listu od brytyjskiego głównodowodzącego floty podwodnej adm. Maxa Hortona, przekazanego przez dowódcę 9. Flotylli kmdra Jamesa G. Ropera . Mimo ataku przeprowadzonego przez niedawnych sojuszników na francuskie okręty w Mers el-Kebir, przeprowadzone przez kpt. mar. Cabaniera tajne głosowanie wśród marynarzy „Rubisa” zakończyło się podjęciem decyzji o kontynuacji walki u boku Brytyjczyków pod egidą Wolnej Francji (poparło ją 39 z liczącej 44 osoby załogi okrętu).
5 września jednostka wypłynęła na pierwszy patrol pod banderą Wolnych Francuzów, kierując się w rejon ławicy Dogger Bank . Z powodu braku min okręt nie odniósł sukcesu, powracając do bazy w Dundee po 15 dniach pobytu w morzu. Drugi bezowocny patrol „Rubis” odbył między 5 a 18 października, operując w pobliżu Stavangeru . Trzecia misja bojowa, rozpoczęta 31 października, polegała początkowo na dostarczeniu w okolice Bergen agenta norweskiego wywiadu, który opuścił pokład okrętu 3 listopada; następnie „Rubis” patrolował do 12 listopada wody między Bergen a Haugesund, wracając do Dundee 14 listopada . Czwarty patrol, równie bezowocny jak trzy poprzednie, został przeprowadzony w dniach 1–18 grudnia 1940 roku, a okręt operował na północ od Bergen.

### 1941 rok
Po powrocie z rejsu okręt trafił do stoczni Caledon Shipbuilding & Engineering Company na czteromiesięczny remont, zakończony 22 marca 1941 roku . W jego trakcie przystosowano okręt do przenoszenia min produkowanych przez koncern Vickers–Armstrong (w porównaniu do oryginalnych Sautier-Harlé miały mniejsze rozmiary i masę ładunku wybuchowego oraz brak możliwości regulacji długości minliny z wnętrza okrętu; posiadały natomiast mechanizm zegarowy umożliwiający oddzielenie miny od wózka nawet 45 dni po jej postawieniu). 10 maja dowództwo okrętu objął dotychczasowy I oficer, Henri Rousselot (Georges Cabanier został zastępcą szefa sztabu sił morskich Wolnych Francuzów na Pacyfiku), a jednostka otrzymała brytyjski numer taktyczny P15.
Na pierwszą misję po remoncie „Rubis” wyszedł 1 czerwca, udając się pod Brest drogą przez Morze Irlandzkie (wraz z HMS „Tuna” (N94), eskortowane przez uzbrojony jacht HMS „Breda” (4.84)) . 8 czerwca około 23:00, po wynurzeniu ster okrętu zablokował się wychylony o kąt 25° na sterburtę. Uszkodzenie zostało usunięte dopiero po dwóch dniach (wcześniejsze uniemożliwiała sztormowa pogoda), a 19 czerwca jednostka dotarła do bazy. Po powrocie przeprowadzono przegląd mechanizmów „Rubisa”, trwający do 12 lipca, po czym okręt skierowano na ćwiczenia, gdzie służył jako cel dla brytyjskich samolotów .
14 sierpnia wyposażona w 20 min jednostka wyruszyła na misję bojową o kryptonimie FD33 pod Egersund . Rankiem 21 sierpnia okręt postawił 9 min na południe od portu (jedna mina zaklinowała się w szybie), po czym w drodze na kolejną pozycję stawiania min napotkał zbiornikowiec w eskorcie uzbrojonego trawlera. Dowódca wydał rozkaz wystrzelenia torpedy z wyrzutni rufowej, jednak ta z powodu awarii nie opuściła wyrzutni, a po wykonaniu zwrotu cel był już daleko. Około godziny 13:00, po postawieniu drugiej transzy min u wejścia do fiordu położonego na zachód od Egersundu, Rousselot zaobserwował przez peryskop w odległości 8 Mm kolejne dwa statki eskortowane przez dwa uzbrojone trawlery. Około 14:35 okręt wystrzelił z niedużej odległości dwie torpedy z wyrzutni dziobowych w kierunku jednego ze statków, które trafiły w cel odpowiednio po siedmiu i dziesięciu sekundach biegu. Trafionym statkiem okazał się fiński parowiec „Hogland” (4360 BRT), przewożący rudę żelaza z Narwiku do Niemiec, który zatonął na pozycji 58°27′N 5°46′E/58,450000 5,766667 . Z powodu bliskich wybuchów własnych torped okręt opadł na dno i doznał uszkodzeń – zniszczeniu uległa dziobowa bateria akumulatorów. Mimo to około 21:30 załodze udało się wynurzyć okręt i o godzinie 1:00 22 sierpnia nadać szyfrogram do bazy z prośbą o pomoc, informując o niemożności zanurzenia. Osobista interwencja gen. de Gaulle’a sprawiła, że na pomoc „Rubisowi” Brytyjczycy wysłali spore siły składające się z holownika „Abeille IV”, krążownika przeciwlotniczego „Curacoa”, niszczycieli „Lightning”, „Lively” i „Wolfhound” oraz trawlerów zwalczania okrętów podwodnych „Clevella” i „Filey Bay”, a ponadto zobowiązali się do zapewnienia w dzień osłony lotniczej . 22 sierpnia elektrycy (pracując w oparach chloru w maskach przeciwgazowych) przywrócili do działania część akumulatorów, co umożliwiło uruchomienie silników. W nocy z 22 na 23 sierpnia okręt utracił jednego członka załogi – marynarz Yves Turier spadł z pokładu i utonął. 23 sierpnia o 19:50 „Rubis” został odnaleziony przez wysłane mu na pomoc okręty i dwa dni później o 14:00 dopłynął do Dundee .
Okręt trafił do stoczni w Portsmouth, gdzie przeszedł remont obejmujący naprawę stępki i zbiorników balastowych oraz wymianę akumulatorów, które wymontowano z innych stacjonujących na Wyspach Brytyjskich francuskich okrętów podwodnych. 14 października „Rubis” został odznaczony przez gen. de Gaulle’a Orderem Wyzwolenia (fr. Ordre de la Libération). 18 listopada okręt wyszedł na swoją 11. misję bojową, tym razem pod Solund, z której powrócił 6 grudnia .

### 1942 rok
Początek roku zastał okręt w stoczni, gdzie przechodził krótki, zakończony 4 stycznia przegląd . 8 stycznia 1942 roku „Rubis” wypłynął z Dundee i przez Falmouth udał się na wody Zatoki Biskajskiej, stawiając 16 stycznia cztery składające się z ośmiu min każda zagrody w kanale żeglugowym nieopodal Saint-Jean-de-Luz (FD36) . 20 stycznia jednostka powróciła do Falmouth, skąd wraz z HMS „Tuna” w eskorcie trawlera „White Bear” udała się do Dundee, atakowana nieskutecznie bombami przez samotny Ju 88 (okręt dotarł do bazy 29 stycznia) .
12 marca okręt wyszedł na kolejną misję bojową (FD37), której celem było postawienie min na zachód od duńskiego wybrzeża (na pozycji 56°35′N 6°18′E/56,583333 6,300000), którędy według informacji wywiadu miał przepływać udający się z Niemiec do Trondheim krążownik ciężki „Admiral Hipper”. Po akcji „Rubis” 27 marca dopłynął do Lerwick, skąd nazajutrz w towarzystwie dwóch innych okrętów podwodnych (francuskiego „Minerve” i norweskiego „Uredd”) udał się do macierzystego portu. 31 marca na postawionej przez „Rubisa” minie zatonął wraz z całą załogą niemiecki okręt podwodny U-702, który dzień wcześniej wyszedł z Helgolandu na swój dziewiczy patrol na Morze Norweskie (na pozycji 56°34′N 6°16′E/56,566667 6,266667)  .
14. misja bojowa okrętu trwała od 8 do 15 kwietnia, a jej celem był krążownik ciężki „Prinz Eugen”, który według doniesień wywiadu miał udać się z Trondheim do Niemiec na remont. W tym celu „Rubis” postawił 12 kwietnia zagrodę minową FD38 na zachód od norweskiego portu, na pozycji 63°06′N 6°31′E/63,100000 6,516667 . W maju jednostka została przydzielona do 5. Flotylli okrętów podwodnych z bazą w Portsmouth. 27 maja „Rubis” opuścił port z zadaniem postawienia dwóch liczących po 16 min zagród pod Capbreton, które wykonał bez przeszkód 5 czerwca; 14 czerwca okręt powrócił do bazy. Na postawionych przez francuski okręt minach zatonęły dwie jednostki: niemiecki pomocniczy trałowiec M-4212 (eks-„Marie Frans”, 125 BRT, 12 czerwca, na pozycji 43°37′N 1°34′W/43,616667 -1,566667) i francuski holownik „Quand Meme” o pojemności 288 BRT (na pozycji 43°37′N 1°35′W/43,616667 -1,583333) .
30 czerwca jednostka wyszła na swoją 16. wojenną misję o kryptonimie FD40, stawiając 7 i 8 lipca 31 min w sześciu zagrodach na północ od Arcachon i powracając do portu 15 lipca. 10 lipca na jednej z postawionych przez okręt podwodny min zatonął na pozycji 44°58′N 1°23′W/44,966667 -1,383333 niemiecki pomocniczy trałowiec M-4401 (eks-„Imbrim”, 339 BRT), a 4 sierpnia pod Arcachon jego los podzielił francuski trawler „Vincente Cameleyre” (246 BRT) . Następną misję oznaczoną FD41 rozpoczął „Rubis” 8 sierpnia, stawiając 14 sierpnia na tych samych wodach wszystkie możliwe do zabrania ładunki (osiem zagród po cztery miny). W dniu powrotu okręty do bazy – 18 sierpnia – na jedną z min wszedł i zatonął niemiecki pomocniczy patrolowiec V-406 (eks-„Hans Loh”, 464 BRT), a doszło do tego na pozycji 45°03′N 1°34′W/45,050000 -1,566667 .
24 sierpnia „Rubis” przepłynął do macierzystego Dundee, skąd 10 września wyszedł na 18. wojenny patrol. 18 września okręt na zachód od Tromsø postawił liczącą 15 min zagrodę minową FD42 (na pozycji 69°44′N 17°23′E/69,733333 17,383333), mającą zabezpieczyć konwoje PQ-18 i QP-14 przed atakiem ze strony pancernika „Tirpitz”, po czym 24 września powrócił do bazy .
Następnie okręt trafił do stoczni na generalny remont połączony z modernizacją, który objął m.in. naprawę wyeksploatowanych silników wysokoprężnych, wymianę zdwojonych wkm kal. 13,2 mm na pojedyncze działko przeciwlotnicze Oerlikon kal. 20 mm Mark II/IV (zamontowane w tylnej części kiosku), instalację radaru oraz wymianę akumulatorów, których źródłem był polski okręt podwodny ORP „Wilk” .

### 1943 rok
Remont jednostki trwał aż do maja 1943 roku. Na pierwszą po jego zakończeniu misję „Rubis” udał się 29 czerwca, z zadaniem postawienia min na zachód od Biscarrosse (FD43). 5 lipca okręt postawił wszystkie 32 miny zgrupowane w dwóch zagrodach, po czym 16 lipca powrócił do bazy. Ofiarą postawionych min został 18 sierpnia niemiecki pomocniczy trałowiec M-4451 (eks-„Gauleiter A. Meyer”, 652 BRT), który zatonął na pozycji 44°58′N 1°10′W/44,966667 -1,166667 . W dniach 1–8 sierpnia okręt przeprowadził 20. operację bojową o kryptonimie FD44, stawiając 5 sierpnia cztery zagrody minowe u wejścia do zatoki Douarnenez . Na kolejną misję załoga „Rubisa” wyruszyła 23 sierpnia, stawiając 30 sierpnia dwie składające się z 16 min zagrody na północny zachód od Capbreton, mimo obecności w rejonie czterech niemieckich niszczycieli (okręt powrócił do bazy 11 września) . 22. misja bojowa okrętu oznaczona FD46 trwała od 27 września do 9 października, a jej rezultatem było postawienie czterech zagród minowych na wodach między Île-de-Sein a Półwyspem Bretońskim. Po powrocie z patrolu okręt trafił ponownie do doku na remont, gdyż podczas przeglądu zauważono pęknięcie rufowej części kadłuba.

### 1944 rok
Po zakończeniu napraw w końcu stycznia 1944 roku, 20 lutego „Rubis” wyszedł w morze na kolejną misję minową (FD47), stawiając cztery dni później cztery liczące po osiem min zagrody między Arcachon a ujściem Żyrondy, po czym 3 marca zawinął do Portsmouth . 24. wojenny patrol jednostki trwał od 17 do 30 marca, a jego rezultatem było postawienie min 24 marca na zachód od La Rochelle . 14 kwietnia okręt w towarzystwie brytyjskiego HMS „Shalimar” wypłynął z Portsmouth i udał się do Greenock, zostając przyporządkowany 3. Flotylli okrętów podwodnych . „Rubis” był tam przez kilka miesięcy wykorzystywany do szkolenia, służąc jako cel dla lotnictwa i jednostek eskortowych. Jednostka zakończyła służbę w 3. Flotylli 16 sierpnia, kiedy to przybyła do Dundee, dołączając po raz kolejny do 9. Flotylli okrętów podwodnych.
18 września „Rubis” wraz z HMS „Satyr” (P214) w eskorcie trawlera HMS „Loch Monteith” (FY135) przeszły z Dundee do Lerwick . 20 września okręt wyszedł z portu na kolejną operację minowania, tym razem pod Stavanger. 24 września na południowy zachód od portu „Rubis” postawił trzy zagrody minowe składające się z 12, 11 i 8 min. Już dwa dni później na jednej z min zatonął na pozycji 58°45′N 5°24′E/58,750000 5,400000 niemiecki pomocniczy ścigacz okrętów podwodnych UJ-1106 (eks-„Grönland”, 447 BRT) . Wieczorem 27 września na zaminowany przez francuski okręt podwodny rejon wpłynął konwój składający się z pięciu statków handlowych w asyście 10 eskortowców. Na pozycji 58°45′N 5°24′E/58,750000 5,400000 na miny weszły i zatonęły dwa statki: niemiecki „Cläre Hugo Stinnes” (5295 BRT), na pokładzie którego zginęły 52 osoby i norweski „Knute Nelson” (5749 BRT), na którym zginęło ośmiu członków załogi i dziewięciu niemieckich żołnierzy; zatonął także pomocniczy ścigacz okrętów podwodnych UJ-1715 (eks-„Lesum”, 489 BRT), a z jego liczącej 63 osoby załogi ocalało jedynie dwóch marynarzy .
26. wojenna operacja „Rubisa” odbyła się w dniach 14–26 października, a w jej rezultacie 18 października okręt postawił cztery zagrody liczące łącznie 31 min na zachód od Bergen (na pozycji 60°44′N 4°40′E/60,733333 4,666667). Prawdopodobnie na pochodzącej z tej zagrody zerwanej minie 27 października został uszkodzony niemiecki pomocniczy patrolowiec V-5304 (eks-„Seehund”, 320 BRT), a do zdarzenia doszło na pozycji 60°55′N 4°40′E/60,916667 4,666667 . Na kolejną misję bojową jednostka wyszła z Lerwick 20 listopada, by po czterech dniach rejsu postawić trzy zagrody minowe nieopodal Egersundu. Jeszcze tego samego dnia na postawionej przez „Rubisa” minie doznał uszkodzeń norweski parowiec „Castor” o pojemności 1683 BRT (na pozycji 58°26′N 5°49′E/58,433333 5,816667); 27 listopada okręt powrócił do Dundee . 13 grudnia „Rubis” wraz z HMS „Venturer” (P68) w eskorcie trawlera „Loch Monteith” (FY135) przeszły z Dundee do Lerwick .
15 grudnia okręt wyszedł z Lerwick na swoją 28. misję, z zadaniem postawienia min na torze wodnym w pobliżu Stavangeru. Załoga okrętu osiągnęła cel 19 grudnia, stawiając 30 min zgrupowanych w dwóch zagrodach, nastawionych na uwolnienie w dniu 21 grudnia; po pomyślnej operacji jednostka w Wigilię zawinęła do Dundee. 21 grudnia na zaminowany przez francuski okręt akwen zgodnie z informacjami pozyskanymi przez wywiad wpłynął konwój składający się z pięciu statków handlowych, U-Boota i sześciu jednostek eskorty. Na minach na pozycji 58°51′N 5°30′E/58,850000 5,500000 zatonął niemiecki parowiec „Weichselland” o pojemności 3654 BRT (wcześniej łotewski „Gundega”) oraz trzy pomocnicze ścigacze okrętów podwodnych: UJ-1113 (eks KUJ-7, 970 BRT), UJ-1116 (eks KUJ-11, 970 BRT) i UJ-1702 (eks KUJ-16, 970 BRT); rozmiary klęski Niemców powiększył jeszcze wysłany na pomoc konwojowi kuter trałowy R-402 (140 ton), który także zatonął po wejściu na minę .

### 1945 rok
Grudniowa misja okazała się ostatnią operacją „Rubisa” w II wojnie światowej. Z powodu znacznego weeksploatowania mechanizmów okrętu konieczny był remont generalny, lecz wobec pomyślnego dla Aliantów rozwoju sytuacji Admiralicja brytyjska uznała go za nieopłacalny. Przeprowadzono jedynie doraźne naprawy, by okręt mógł po zakończeniu działań wojennych powrócić do Francji. 11 czerwca 1945 roku jednostka przeszła do Falmouth, skąd kilka dni później wyruszyła w konwoju do Oranu, osiągając docelowy port 23 czerwca.

### Okres powojenny
Po przybyciu do Oranu jednostka trafiła do rezerwy, a po przeprowadzeniu remontu służyła w Marine nationale do 4 października 1949 roku . Za dokonania wojenne okręt został odznaczony Krzyżem Wojennym (fr. Croix de Guerre). Po skreśleniu z listy floty „Rubis” był wykorzystywany do szkolenia marynarzy mających podjąć służbę na okrętach podwodnych. Jego były kapitan, a w latach 50. wiceadmirał i dowódca sił ZOP Georges Cabanier zdecydował, że zasłużona jednostka nie trafi do stoczni złomowej, lecz zostanie zatopiona w pobliżu Tulonu i będzie stanowić podwodny cel dla operatorów okrętowych sonarów. „Rubis” został zatopiony na 31 stycznia 1958 roku pozycji 43°11′37″N 6°42′10″E/43,193611 6,702778 na głębokości 41 metrów . Wrak okrętu spoczywa na równej stępce, znajduje się w dobrym stanie i jest często odwiedzany przez płetwonurków.

### Podsumowanie działalności bojowej
„Rubis” odbył 28 misji bojowych, w wyniku których zatonęło 12 statków i 12 okrętów, a dwa statki i dwa okręty zostały uszkodzone. Pełne zestawienie zadanych przez niego strat przedstawia poniższa tabela:
| Data                 | Nazwa                | Państwo      | Tonaż       | Zatopienie |
| -------------------- | -------------------- | ------------ | ----------- | ---------- |
| 26 maja 1940         | „Vansø”              | Norwegia     | 54          | T          |
| 28 maja 1940         | „Blaamannen”         | Norwegia     | 174         | T          |
| 31 maja 1940         | „Jadarland”          | Norwegia     | 938         | T          |
| 10 czerwca 1940      | „Sverre Sigurdssøn”  | Norwegia     | 1081        | T          |
| 7 lipca 1940         | „Almora”             | Norwegia     | 2433        | N          |
| 24 lipca 1940        | „Kem”                | Norwegia     | 1705        | T          |
| 28 lipca 1940        | „Argo”               | Norwegia     | 413         | T          |
| 16 sierpnia 1940     | NB-15                | Kriegsmarine | 173         | T          |
| 14 września 1940     | „Uckermark”          | Kriegsmarine | 7021        | N          |
| 21 sierpnia 1941     | „Hogland”            | Finlandia    | 4360        | T          |
| 31 marca 1942        | U-702                | Kriegsmarine | 769         | T          |
| 12 czerwca 1942      | M-4212               | Kriegsmarine | 125         | T          |
| 12 czerwca 1942      | „Quand Meme”         | Francja      | 288         | T          |
| 10 lipca 1942        | M-4401               | Kriegsmarine | 339         | T          |
| 4 sierpnia 1942      | „Vincente Cameleyre” | Francja      | 246         | T          |
| 18 sierpnia 1942     | V-406                | Kriegsmarine | 464         | T          |
| 18 sierpnia 1943     | M-4451               | Kriegsmarine | 652         | T          |
| 26 września 1944     | UJ-1106              | Kriegsmarine | 447         | T          |
| 27 września 1944     | „Cläre Hugo Stinnes” | III Rzesza   | 5295        | T          |
| 27 września 1944     | „Knute Nelson”       | Norwegia     | 5749        | T          |
| 27 września 1944     | UJ-1715              | Kriegsmarine | 489         | T          |
| 27 października 1944 | V-5304               | Kriegsmarine | 320         | N          |
| 24 listopada 1944    | „Castor”             | Norwegia     | 1683        | N          |
| 21 grudnia 1944      | „Weichselland”       | III Rzesza   | 3654        | T          |
| 21 grudnia 1944      | UJ-1113              | Kriegsmarine | 970         | T          |
| 21 grudnia 1944      | UJ-1116              | Kriegsmarine | 970         | T          |
| 21 grudnia 1944      | UJ-1702              | Kriegsmarine | 970         | T          |
| 21 grudnia 1944      | R-402                | Kriegsmarine | 140         | T          |
| RAZEM                | RAZEM                | zatopione:   | zatopione:  | 24         |
| RAZEM                | RAZEM                | uszkodzone:  | uszkodzone: | 4          |